# August Heinrich Hoffmann von Fallersleben
August Heinrich Hoffmann von Fallersleben eller Hoffmann von Fallersleben (2. april 1798 i Fallersleben ved Wolfsburg – 19. januar 1874 i Corvey) var en tysk sprogforsker og  digter. Fallersleben vendte sig i Vormärz-perioden, der var præget af nationalliberales kamp mod autoritære fyrster, klart mod den gamle orden og forsøgte lige som flere politiske forfattere at fremprovokere et opgør, der kunne samle Tyskland under en fri forfatning. I samlingen Unpolitische Lieder udgav han digte, der bestemt ikke var upolitiske, men provokerende. Et af digtene var "Das Lied der Deutschen", der skulle blive den tyske nationalsang.
Hoffmann von Fallersleben er også ophavsmand til den i Danmark kendte børnesang "Sur, sur, sur (lille bi omkring)" (forfattet 1835 og trykt 1843) på en gammel bøhmisk folkemelodi.